# Ayelo de Rugat
Ayelo de Rugat (oficialmente y en valenciano Aielo de Rugat) es un municipio español de la Comunidad Valenciana, perteneciente a la provincia de Valencia, ubicado en la comarca del Valle de Albaida. Cuenta con una población de 160 habitantes (INE 2024).

## Geografía
Situado en el extremo oriental del Valle de Albaida, en la vertiente norte de la sierra de Benicadell. El término consta de dos sectores claramente diferenciados: uno al norte, llano, y otro al sur, accidentado por las estribaciones de la sierra de Benicadell. El terreno es de naturaleza caliza. Las alturas principales son: Sola (836 m.), Carrasqueta (814 m.), Racó de l’Edra (611 m.), Tossal Redó (480 m.). Cruzan el término los barrancos del Gros, Llop y la Font, que desaguan en el río Vernisa.
El clima es templado, con algunas heladas durante el invierno; los vientos más frecuentes son los de poniente y levante; las lluvias se producen en diciembre y marzo.
Desde Valencia, se accede a esta localidad a través de la A-7 para tomar luego la A-35 y alcanzar la CV-40.

### Localidades limítrofes
Limita con Montichelvo, Rugat y Castellón de Rugat, en la provincia de Valencia, y con el municipio de Lorcha, en la provincia de Alicante.

## Historia
Alquería andalusí antes de la Conquista de los cristianos, fue dada el 15 de mayo de 1248 a Raimon de Gayllach por Jaime I. Fue parte integrante del ducado de Gandía. Tras la expulsión de los moriscos en 1609 se concedió la Carta Puebla a los nuevos pobladores el 24 de septiembre de 1612. Pero en el 1794 el lugar aún no se había recuperado demográficamente del vacío dejado por los moriscos, ya qué solo la poblaban 35 familias.

## Demografía
Ayelo de Rugat cuenta con una población de 160 habitantes (INE 2024).
| Gráfica de evolución demográfica de Ayelo de Rugat entre 1842 y 2021                                                |
| |
| Población de derecho según los censos de población del INE Población de hecho según los censos de población del INE |

## Economía
Las tierras de labor son poco profundas y pedregosas, estando la propiedad muy repartida y excesivamente parcelada. En el secano se cultivan viñas, olivos, algarrobos, almendros y cereales. Se exporta madera de pino. El regadío aprovecha el agua de las fuentes del Morteral y Mohínas. Hay industria de producción de aceite.

## Administración y política
En las elecciones de 2015 se eligieron 5 concejales en el Ayuntamiento de Ayelo de Rugat, todos de PP (85 votos). Hubo, además, 15 votos para el PSPV-PSOE, 24 abstenciones, 9 votos nulos y 7 votos en blanco.
| Periodo   | Nombre                    | Partido |
| --------- | ------------------------- | ------- |
| 1979-1983 | Ismael Alonso Momparler   | UCD     |
| 1983-1987 | José Villagrasa Mascarell | AP      |
| 1987-1991 | Jaime Soler Todolí        | PP      |
| 1991-1995 | Jaime Soler Todolí        | PP      |
| 1995-1999 | Jaime Soler Todolí        | PP      |
| 1999-2003 | Jaime Soler Todolí        | PP      |
| 2003-2007 | Jaime Soler Todolí        | PP      |
| 2007-2011 | Jaime Soler Todolí        | PP      |
| 2011-2015 | Jaime Soler Todolí        | PP      |
| 2015-2019 | Jaime Soler Todolí        | PP      |

## Fiestas locales
Se celebran fiestas a la Asunción, Virgen del Rosario y Divina Aurora, del 15 al 17 de agosto.